# Maja Blagdan
Maja Blagdan, född 16 maj 1968 i Split, är en kroatisk popsångerska.
Blagdan var sångerska i rockbandet Stijene 1986-1990. Hon tecknade ett avtal med kompositören Zrinko Tutić 1992 och sjöng samma år hans låt Santa Maria på festivalen Zagrebfest. För detta mottog hon tävlingens första pris. Hon släppte sitt debutalbum Vino i gitare 1993, och blev en stor succé. För detta vann hon en Porin 1994 för bästa nya artist 1993. Hennes andra album, Bijele ruže, släpptes 1994. Hon deltog i den kroatiska uttagningen, Dora, till Eurovision Song Contest 1993 med låten Jedini moj och kom på andraplats. Hon återkom till tävlingen 1996 med låten Sveta ljubav. Hon vann och fick representera Kroatien i Eurovision Song Contest i Oslo. Hon hamnade här på en fjärdeplats med 98 poäng. Samma år gav hon ut albumet Sveta ljubav. Hon deltog även i Dora 1997 med låten Za nas, och kom på tredjeplats, samt 2003 med låten Moje ime je ljubav, då hon kom sist. Hennes senaste deltagande i tävlingen var 2008 då hon kom näst sist med låten Zvala sam ga anđele.

## Diskografi
- Vino i gitare (1993)
- Bijele ruže (1994)
- Sveta ljubav (1996)
- Ljubavi moja jedina (1997)
- Ti (2000)
- Ljubavi, ljubavi (2001)
- Moje ime je ljubav (2003)
- Sretna žena (2008)